# Paradisbukta
Paradisbukta (z norw. paradis = raj, bukt = zatoka) – tereny rekreacyjne i publiczna plaża w Oslo (Norwegia) położone na półwyspie Bygdøy nad niewielką zatoką o tej samej nazwie, w dzielnicy Frogner. Obok Huk jest jedną z dwóch plaż w Oslo położonych blisko centrum miasta (5 km, 15 min autobusem miejskim), jednak leżącą bardziej na uboczu, a przy tym bardziej piaszczystą. Jest wyposażona w infrastrukturę turystyczno-rekreacyjną: ławki, kąpielisko, miejsca do grillowania, kosze i sanitariaty. Przy plaży ścieżki rekreacyjne dla pieszych i rowerzystów biegnące przez cały półwysep.

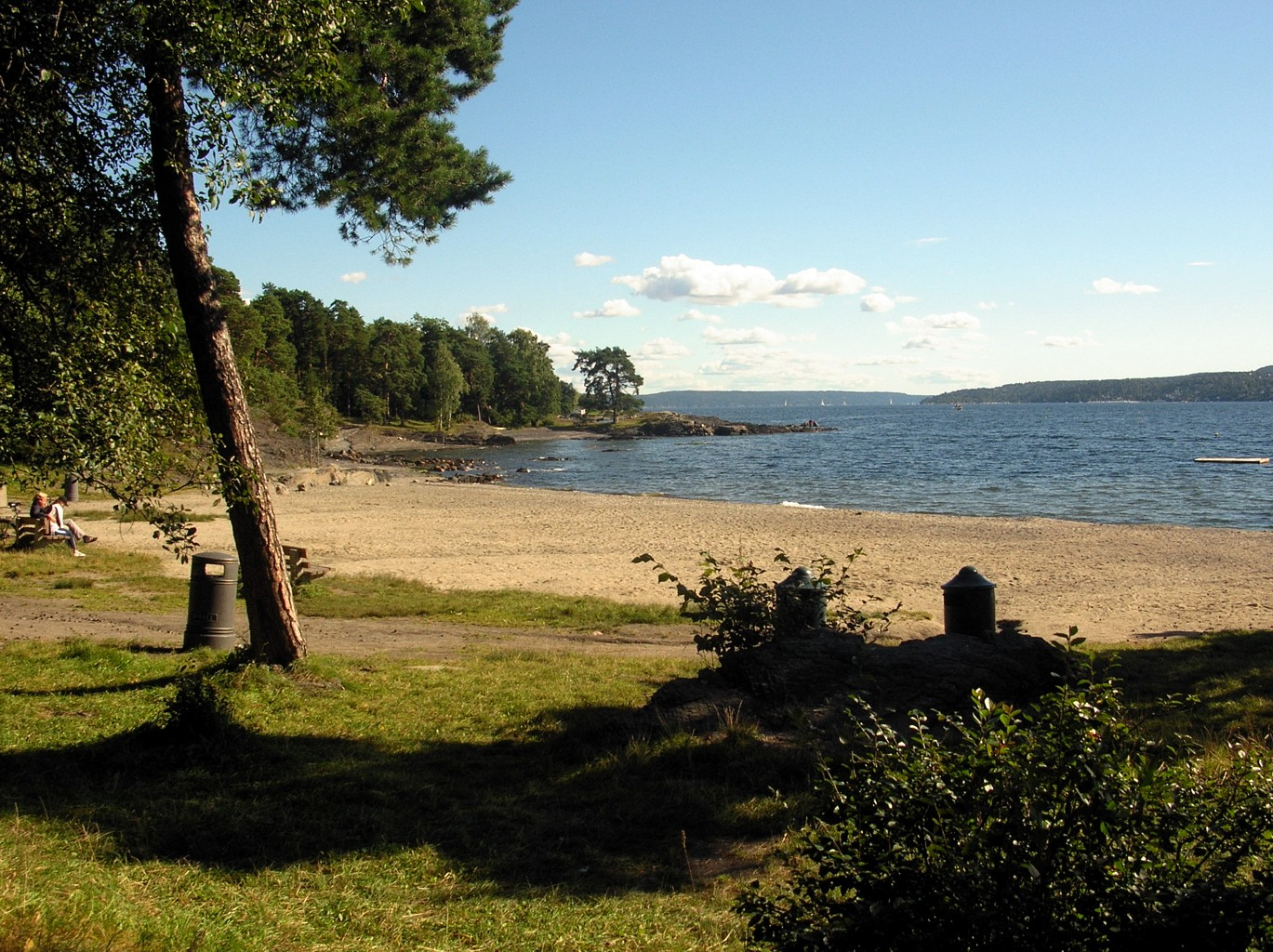
Plaża i kąpielisko

Dojazd linią autobusów miejskich nr 30 ze stacją końcową tuż przy plaży Huk, dalej około 10 minut pieszo w kierunku północno-zachodnim.